# Hønefoss BK
A Hønefoss BK, teljes nevén Hønefoss Ballklubb egy norvég labdarúgócsapat. A klubot 1895-ben alapították az IF Liv, a Fossekallen IF és a Hønefoss AIL egyesítésével.

## Jelenlegi keret
| #  |        | Poszt | Név                           |
| -- | ------ | ----- | ----------------------------- |
| 1  | NOR    | K     | Thomas Solvoll                |
| 2  | NOR    | V     | Frode Lafton (Csapatkapitány) |
| 4  | Gambia | CS    | Abdou Darboe                  |
| 5  | NOR    | V     | Erik Hagen                    |
| 6  | ISL    | V     | Kristjan Örn Sigurdsson       |
| 7  | NOR    | V     | Kjetil Byfuglien              |
| 8  | NOR    | KP    | David Hanssen                 |
| 9  | NOR    | CS    | Lars Lafton                   |
| 10 | SLE    | KP    | Umaru Bangura                 |
| 11 | NOR    | V     | Benny Olsen                   |
| 14 | NOR    | V     | Lennart Steffensen            |
| 15 | NOR    | KP    | Håkon Langdalen               |

| #  |     | Poszt | Név                                             |
| -- | --- | ----- | ----------------------------------------------- |
| 16 | NOR | KP    | Tor Øyvind Hovda                                |
| 17 | NOR | V     | Leo Olsen                                       |
| 18 | NOR | KP    | Rune Bolseth                                    |
| 19 | EST | KP    | Aleksandr Dmitrijev                             |
| 20 | CIV | CS    | Davy Claude Angan                               |
| 21 | NOR | CS    | Kamal Saaliti                                   |
| 22 | BIH | K     | Ismet Duracak                                   |
| 24 | NOR | CS    | Kenneth di Vita Jensen                          |
| 25 | NGA | KP    | Paul Obiefule                                   |
| 26 | USA | K     | Steve Clark                                     |
| 28 | DEN | V     | Christian Traoré (Kölcsönben a Hammarby IF-től) |
| 99 | SEN | CS    | Madiou Konate                                   |

## Legutóbbi szezonok
| Szezon |    | Poz. | M  | Gy | D  | V  | RG | KG | P  | Kupa   | Megjegyzés |
| ------ | -- | ---- | -- | -- | -- | -- | -- | -- | -- | ------ | ---------- |
| 2006   | AL | 4    | 30 | 15 | 6  | 9  | 64 | 47 | 51 | ?      |            |
| 2007   | AL | 10   | 30 | 8  | 11 | 11 | 34 | 52 | 35 | 3. kör |            |
| 2008   | AL | 5    | 30 | 15 | 6  | 9  | 47 | 33 | 51 | 2. kör |            |
| 2009   | AL | 2    | 30 | 16 | 8  | 6  | 61 | 32 | 56 | 3. kör | Feljutott  |

## Külső hivatkozások
- Hivatalos weboldal
- Szurkolói oldal